# Glaucocharis fuscopinna
Glaucocharis fuscopinna là một loài bướm đêm trong họ Crambidae.